# Mohamed Chedly Ennaifer
Pour les articles homonymes, voir Famille Ennaifer.
 (novembre 2011).
Mohamed Chedly Ennaifer, né en 1911 à Tunis et décédé en 1997 à Tunis, est un ouléma tunisien.

## Biographie

### Jeunesse et formation
Ennaifer naît dans une famille de la grande notabilité tunisoise à laquelle appartiennent bon nombre de savants religieux. Fils de Sadok Ennaifer, cadi à Tunis, il est le petit-fils du côté paternel d'un Cheikh El Islam, Mohamed Tahar Ennaifer. Du côté maternel, il est le fils de Cherifa, fille de Mohamed Azzouz Wakil, gérant d'une zaouïa qui descend de la famille du saint Sidi Ali Azzouz. Mohamed Chedly Ennaifer épouse Wassila Kastalli, fille d'une famille de riches commerçants d'or et de chéchias.
Tout jeune, Mohamed Chedly Ennaifer apprend une grande partie du Coran et étudie l'arabe au sein de sa famille puis dans un kouttab (école coranique). Il rejoint la Zitouna en 1924 et y obtient un certificat de fin d'études secondaires, qui lui permet d'y enseigner en tant que bénévole. Il y achève ses études supérieures et obtient sa licence après trois ans.

### Carrière académique et religieuse
Il est alors nommé à la Zitouna comme aide-enseignant en 1934, puis devient professeur de troisième classe en 1935, professeur malékite de deuxième classe en 1943 et professeur de première classe en 1953 ; il enseigne également les sciences islamiques au Collège Sadiki et au lycée Carnot de Tunis.
Après l'indépendance, il est nommé à la Zitouna, devenue une simple faculté, comme professeur adjoint en 1968, maître de conférences en 1975 puis professeur en 1981. Il est doyen de la faculté pendant deux mandats consécutifs jusqu'en 1990.
Il est aussi un membre actif de l'Association des jeunes musulmans qu'il préside en 1936 et contribue à fonder l'Association zitounienne la même année et les Jeunes zitouniens l'année suivante. Il est par ailleurs imam de la mosquée de Bab Lakouas entre 1946 et 1997.

### Autres activités
Membre de l'Assemblée constituante de l'Association du monde islamique, membre de l'assemblée constituante de 1956, il y participe à l'élaboration de la Constitution de 1959 avant d'être élu député durant deux mandats consécutifs entre 1981 et 1989.
Il contribue à la création des magazines L'Université en 1937 et Ezzeitouna en 1953 ; il est aussi coéditeur de plusieurs journaux et magazines.
Durant sa vie, il recueille 12 800 livres imprimés et manuscrits. Il voyage dans un grand nombre de pays musulmans comme la Tunisie, le Maroc, l'Arabie saoudite et l'Égypte. À Gaza, une école est baptisée à son nom en 1999.

## Principales publications
- (ar) Bousiri : Vie et écrits, 1935
- (ar) Précis de l'histoire de la mosquée Zitouna, 1979
- (ar) Explication d'Al-Hamziya de Bousiri, 1990

## Décorations
- Troisième classe de l'Ordre de la République (Tunisie)
- Quatrième classe de l'Ordre de l'Indépendance (Tunisie)
- Ordre du Mérite culturel (Tunisie)
- Ordre du Ouissam alaouite (Maroc)
- Première classe de l'Ordre de l'efficacité de la propriété intellectuelle
- Prix de la ville de Tunis pour la pensée, les arts et la littérature en 1984[1].